# Maja Velšicová
Maja Velšicová (* 11. května 1936 Baťovany) je slovenská herečka, zpěvačka a moderátorka. Již v druhém ročníku studia herectví vystupovala v populárním[zdroj⁠?!] pořadu Tatra revue. Zde se seznámila se svým manželem Michalem Slivkou. Tento pořad se stal rychle fenoménem[zdroj⁠?!], ale byl trnem v oku komunistické straně. Soustředit se na satiru bylo v té době nepřípustné, a proto byl pořad zrušen.
Po zániku Tatra revue vymyslela Maja s manželem vlastní pořad, se kterým začala cestovat po světě.
V současné době[kdy?] žije v Bratislavě. Na Šlágr TV i Senzi TV ji lze často vidět v různých pořadech. Její filozofií je to, že duševní pohoda se projevuje i na fyzickém zdraví člověka.